# Рейнталь (избирательный округ)
Рейнталь (нем. Rheintal (Wahlkreis)) — избирательный округ в Швейцарии (административные округа в данном кантоне отсутствуют).
Округ входит в кантон Санкт-Галлен. Занимает площадь 138,37 км². Население — 74 372 чел. Официальный код — 1723.

## Демография
Население Рейнталя составляет 74 372 человека (по состоянию на 31 декабря 2020 года). Из иностранного населения (по состоянию на 2000 год) 1118 человек являются выходцами из Германии, 1 978 — из Италии, 6 222 — из бывшей Югославии, 1 684 — из Австрии, 850 — из Турции и 1 925 — из других стран. Из национальных языков Швейцарии (по состоянию на 2000 год) 54 669 говорят по-немецки, 146 человек говорят по-французски, 1226 человек говорят по-итальянски и 80 человек говорят по-романшски.
Распределение по возрасту, по состоянию на 2000 год, в Рейнтале составляет: 8065 детей или 13,1 % населения в возрасте от 0 до 9 лет, 8469 подростков или 13,7 % в возрасте от 10 до 19 лет, 7 630 человек или 12,4 % населения в возрасте от 20 до 29 лет, 10 289 человек или 16,7 % в возрасте от 30 до 39 лет, 8 619 человек или 14,0 % в возрасте от 40 до 49 лет, 7 303 человека или 11,8 % в возрасте от 50 до 59 лет, 5310 человек или 8,6 % населения в возрасте от 60 до 69 лет, 3786 человек или 6,1 % в возрасте от 70 до 79 лет, 1883 человека или 3,1 % в возрасте от 80 до 89 лет, 289 человек или 0,5 % в возрасте от 90 до 99 лет и 1 человек в возрасте 100 лет и старше.
По состоянию на октябрь 2009 года средний уровень безработицы составлял 4,2 %.

## Коммуны округа
| Герб                   | Коммуна                | Население (2005) | Площадь км² | Официальный код |
| ---------------------- | ---------------------- | ---------------- | ----------- | --------------- |
| Альтштеттен            | Альтштеттен            | 10 547           | 39,11       | 3251            |
| Ау                     | Ау                     | 6660             | 4,69        | 3231            |
| Бальгах                | Бальгах                | 4057             | 6,52        | 3232            |
| Бернек                 | Бернек                 | 3395             | 5,63        | 3233            |
| Дипольдзау             | Дипольдзау             | 5465             | 11,23       | 3234            |
| Айхберг                | Айхберг                | 1314             | 5,43        | 3252            |
| Марбах                 | Марбах                 | 1882             | 4,42        | 3253            |
| Оберрит (Санкт-Галлен) | Оберрит (Санкт-Галлен) | 7779             | 34,51       | 3254            |
| Ребштайн               | Ребштайн               | 4151             | 4,26        | 3255            |
| Райнек                 | Райнек                 | 3225             | 2,18        | 3235            |
| Рюти (Санкт-Галлен)    | Рюти (Санкт-Галлен)    | 1936             | 9,34        | 3256            |
| Санкт-Маргретен        | Санкт-Маргретен        | 5314             | 6,85        | 3236            |
| Виднау                 | Виднау                 | 7959             | 4,20        | 3238            |
|                        | Итого (13)             | 63 684           | 138,37      | 1723            |